# Orlando Orfei
Orlando Orfei (Riva del Garda, 8 luglio 1920 – Duque de Caxias, 2 agosto 2015) è stato un circense, domatore e pittore italiano.

## Biografia
Figlio di Paolo Orfei e di Ersilia Rizzoli, fratello di Riccardo (1908-1942) padre di Moira Orfei, di Paride (1909-1956) il padre di Nando, Liana e Rinaldo, di Miranda (1913-1988) e di Irma .
Vive sin da piccolo la vita circense: già a sei anni si esibisce come clown. Dopodiché, da 9 a 18 anni, è giocoliere, acrobata, ciclista acrobatico e mago.
Dopo la seconda guerra mondiale Orlando Orfei inizia la propria carriera di direttore di circo, creando un tendone con i teloni dei camion dell'esercito americano. Dopo i primi successi, negli anni '50 acquista un vero tendone e debutta a Modena con il circo diretto assieme ai fratelli Paride e Miranda. In quel periodo inizia la sua carriera di ammaestratore di belve, con il metodo “in dolcezza” , che lo renderà celebre; nel 1964 presenta persino un numero con iene ammaestrate. Negli anni ‘60 afferma definitivamente nel campo circense il nome della famiglia Orfei con il “Circo Nazionale Orfei”. Nel suo circo iniziano a esibirsi le giovanissime Moira e Liana Orfei.
Per la prima volta imposta gli spettacoli del circo con particolari soluzioni estetiche (fontane danzanti, parate, coreografie) e strutturali. Orfei inventa inoltre il sistema itinerante per riscaldare il tendone: un tempo i circhi erano costretti a interrompere le esibizioni a causa del rigido inverno; convince il suo amico Canobbio, ora il più famoso produttore di teloni da circo nel mondo, a costruire il primo telone di plastica, quando i teloni erano tutti di cotone e si deterioravano velocemente.
Prende parte a numerosi film con i suoi leoni, iene striate ed elefanti e particolarmente spettacolare è la partecipazione in Ursus nella valle dei leoni come controfigura del protagonista. È ospite delle prime trasmissioni televisive, da ricordare quella con Vittorio Gassman ne Il mattatore. Viene nominato presidente dell'Ente Nazionale Circhi.
Nel 1967 organizza a Milano il Festival Mondiale del Circo in una struttura capace di diecimila posti a sedere. Nel 1968 si trasferisce in Brasile, dove fonda con i propri figli, Alberto, Viviana, Mario e Maurizia, il “Circo nazionale italiano”. Negli anni il circo Orfei in Brasile diviene il più importante del Paese (che viene percorso in lungo e largo per ben sette volte).
Nel 1972 inaugura e gestisce il grande parco di divertimenti Tivoli Laguna, che conclude la sua attività il 17 dicembre 1995. Ritorna in Italia nel 1978 nel circo del nipote Nando Orfei e nel 1994 come giurato al Festival del Circo di Verona. 
Dal 1985 al 1990 percorre tutta l'America latina:  da Rio de Janeiro va a Manaus, poi a Boa Vista, trasportando più di 100 veicoli; entra in Venezuela, poi seguono Colombia, Ecuador, Perù, Bolivia, Cile, Argentina, Uruguay, Paraguay e ritorno in Brasile. Dopo più di trent'anni di gloria il circo chiude i battenti nel 2003.
L'artista, che soffriva di Alzheimer, muore a 95 anni a seguito di una polmonite.

## Onorificenze
È cittadino onorario di Rio de Janeiro, San Paolo e Goiânia.
Riceve il titolo di Cittadino Carioca da parte del Comune di Rio de Janeiro e di Cittadino Iguaçuano dal Comune di Nova Iguaçu.
Il 5 novembre 2012 ottiene la più alta onorificenza del governo brasiliano per i cittadini che hanno reso servizi eccezionali per la cultura brasiliana. Riceve dal presidente del Brasile Dilma Rousseff la Gran Croce del Merito Culturale durante una cerimonia tenutasi al Palazzo Presidenziale.
Il 24 novembre 2013 esce il documentario "Orlando Orfei, o homem do circo vivo" del regista Sylas Andrade, che illustra la vita del domatore e l'importanza che Orlando Orfei ha rappresentato per il mondo del circo. Il film che dura 85 minuti è diviso in due parti: fino al 1968, quando Orfei si trasferisce in Brasile e i 45 anni di sua permanenza in Brasile.